# Benachamatti, Ron
Benachamatti là một làng thuộc tehsil Ron, huyện Gadag, bang Karnataka, Ấn Độ.